# Auburndale (Wisconsin)
Auburndale es una villa ubicada en el condado de Wood en el estado estadounidense de Wisconsin. En el Censo de 2010 tenía una población de 703 habitantes y una densidad poblacional de 127,73 personas por km².

## Geografía
Auburndale se encuentra ubicada en las coordenadas 44°37′36″N 90°0′52″O / 44.62667, -90.01444. Según la Oficina del Censo de los Estados Unidos, Auburndale tiene una superficie total de 5.5 km², de la cual 5.5 km² corresponden a tierra firme y (0%) 0 km² es agua.

## Demografía
Según el censo de 2010, había 703 personas residiendo en Auburndale. La densidad de población era de 127,73 hab./km². De los 703 habitantes, Auburndale estaba compuesto por el 98.72% blancos, el 0.28% eran afroamericanos, el 0% eran amerindios, el 0% eran asiáticos, el 0% eran isleños del Pacífico, el 1% eran de otras razas y el 0% pertenecían a dos o más razas. Del total de la población el 5.41% eran hispanos o latinos de cualquier raza.